# Cervere
Cervere (piemontiul: Servere) település Olaszországban, Piemont régióban, Cuneo megyében. Lakosainak száma 2229 fő (2023. január 1.). Cervere Cherasco, Fossano, Marene, Salmour és Savigliano községekkel határos.

## Népesség
A település lakossága az elmúlt években az alábbi módon változott:
| Lakosok száma | 2256 | 2261 | 2229 |
|               | 2017 | 2018 | 2023 |